# Joannes Aylinus
Joannes Aylinus fue un historiador de Italia del siglo XIV.

## Biografía
Joannes Aylinus, o Juan Aylin, también llamado Johannes de Maniaco, el nombre del castillo de Frioul, en el cual nació, dejó escrita una obra en latín sobre la guerra de Frejus, insertada por Ludovico Antonio Muratori en su obra "Antiquitates Italicae meddi aevi", Arretii, 1773-78, 17 vols.
Algunos autores opinan que el lugar de nacimiento de Aylinus se hallaba la antigua ciudad llamada villa de Celina, de quien habla Plinio, y Aylinus era notario y del mismo lugar eran sus antepasados desde el año de 1277.
Sobre la obra de Aylinus "Historia de la guerra de Frioul, desde 1366 hasta 1388" opina el citado Muratori que Aylinus no escribía como los autores clásicos Salustio o Tito Livio, pero que tampoco se le puede exigir a un escritor en latín del siglo XIV, encontrándose en esta obra particularidades que no se hallan en otras obras.

## Obras
- Historia belli Forojuliensis, nunc primum edita: ab A.C. 1366 usque ad 1388 (ver Muratori "Antiquitates Italicae..", Tomo 3.)
- Historia belli Forojuliensis tempore Philippi Alenconio patriarchae Aquilejensis. Auctore Johanne Aylino notario,